# Chatsworth House
Chatsworth House es una gran mansión británica de tipo country house (palacio rural similar a las villas italianas y chateaux franceses) que entraña extraordinaria importancia histórica y artística. Domina una formidable propiedad de 40 hectáreas de jardines, prados y bosques en el condado inglés de Derbyshire, a unos cinco kilómetros del pueblo de Bakewell. Junto con otra mansión vecina de estilo Tudor (Haddon Hall), Chatsworth es el puntal turístico y económico de esta pequeña localidad de 4000 habitantes ya que recibe anualmente más de 300.000 visitas. Ofrece cada año múltiples actividades como recorridos guiados, clases didácticas para niños, ferias populares y actuaciones de teatro y música, y además explota comercialmente sus atractivos alquilando espacios para actos privados y gestionando diversos restaurantes, cafeterías y tiendas que venden souvenirs y productos locales.
Esta mansión es famosa por sus asombrosos tesoros artísticos, que incluyen la colección privada de dibujos antiguos más valiosa del mundo, con ejemplos de Leonardo, Rafael, Tiziano, Parmigianino, Durero, Brueghel, Van Dyck y Rubens. Cuenta así mismo con pinturas de Rembrandt, Frans Hals, Poussin, Murillo, Canaletto, Gainsborough y Lucian Freud, estatuas de Canova y un gran acervo documental y de artes decorativas (objetos orientales, cerámicas, tapices...). Desde 1549 el edificio y sus terrenos circundantes pertenecen al linaje Cavendish, que ostenta el título de duques de Devonshire.
El edificio fue temporalmente, entre 1995 y 1996, uno de los bienes de la Lista Indicativa de Reino Unido.

## Historia
Los orígenes de Chatsworth se remontan al siglo XI: el manuscrito Domesday Book (conservado en los Archivos Nacionales del Reino Unido en Kew, Londres) menciona la existencia de una casa en este lugar. En aquella época era una propiedad real bajo protección de William de Peverel.

### Construcción en elsigloXVI
En 1549 la parcela fue adquirida por un tesorero de Enrique VIII, William Cavendish, quien siguió los consejos de su esposa Bess de Hardwick para mudarse aquí desde su residencia en Suffolk. Iniciaron en 1553 la construcción de una nueva casa a orillas del río Derwent, y aunque Cavendish falleció cuatro años después, su viuda prosiguió las obras y las terminó en la década siguiente. De planta rectangular y con un patio central, la mansión medía 50 x 60 metros y su fachada se realzaba con cuatro torretas.
Bess de Hardwick contrajo nuevas nupcias con George Talbot, VI conde de Shrewsbury, noble que en 1568 fue encargado de custodiar a María Estuardo tras su abdicación del trono de Escocia, razón por la cual la ex-reina residió varias veces en Chatsworth. Bess falleció en 1608 y la propiedad pasó a su segundo hijo, William Cavendish (1552-1626), quien fue nombrado conde de Devonshire. Este título pasaría a ser ducado décadas después, y sus actuales titulares siguen siendo propietarios de Chatsworth House.

### Reforma clasicista
A finales del siglo XVII el cuarto duque fue apartado de la corte de Jaime II por cuestiones políticas, y se retiró a Chatsworth. Para engrandecer su residencia habitual, emprendió en 1687 una ambiciosa reforma; inicialmente pensó en remodelar solo la fachada sur, pero luego decidió modificar también la orientada al oeste. El resultado fue un edificio con aspecto de templo romano, con pilastras jónicas y un frontón, que influiría en la arquitectura barroca del país. Tanto la mansión como las escalinatas que descienden a los jardines serían nuevamente remodeladas en el siglo XIX.
Como dato singular, la mansión tiene sus ventanales de madera cubiertos de oro. Esta ornamentación, que parece un derroche, se justifica a día de hoy porque el baño de oro es muy resistente a las inclemencias del tiempo, de modo que si una capa de pintura hay que renovarla cada seis años, las de oro resisten treinta.

### Apogeo y reformas en el XIX
El siguiente gran promotor de la actual riqueza de Chatsworth sería el sexto duque de Devonshire: heredó el título en 1811 junto con seis grandes conjuntos patrimoniales que sumaban 810 kilómetros cuadrados de terreno en Inglaterra e Irlanda. La explotación de tantas tierras proporcionaba al nuevo duque colosales ingresos, con los que costeó múltiples retoques en la casa, si bien decidió mantener intactos sus elementos principales a pesar de que estaba obsoleta para el gusto de la época; por aquellos años la reina Victoria consideraba inhabitable Hampton Court, un palacio muy similar. Entre los cambios que el sexto duque sí introdujo destaca una gran ampliación de planta alargada hacia el lado norte, en un austero estilo neoclásico, destinada mayormente al personal de servicio y terminada en su extremo con un belvedere (torre-mirador). El duque también sumó nuevos corredores o pasillos en los ángulos del patio principal, que permitían acceder a otras alas del bloque sin tener que salir a la intemperie. Gran bibliófilo, construyó además una biblioteca a dos alturas con una balconada de madera. Le gustaba el mármol, que empleó para embellecer diversos interiores con sofisticadas chimeneas. Ya en esos años los jardines gozaban de gran renombre; inicialmente conformados en parterres geométricos al modo de Versalles, habían ido adoptando el llamado estilo inglés, de una medida informalidad, gracias en parte a reformas de Capability Brown, quien llegó a desviar el río Derwent y plantar cientos de árboles en la colina posterior para dar a la mansión un entorno grandioso. 
En los tiempos del antiguo régimen los miembros de la nobleza dedicaban no poco de su tiempo a la vida social, la cual requería organizar lujosas fiestas, cacerías y demás diversiones para las cuales las mansiones debían contar con infraestructura apropiada: múltiples salones, jardines, caballerizas... El énfasis dado al protocolo y a la ostentación era tal, que los palacios de la alta aristocracia eran sometidos a carísimas reformas en previsión de una visita de la Familia Real que no siempre se hacía realidad. Sí en Chatsworth: en 1843, la reina Victoria y el príncipe Alberto acudieron a contemplar en los jardines un alarde de fuentes iluminadas; acto al que también acudió el Duque de Wellington. Ya tiempo antes, siendo una princesa de trece años, Victoria disfrutó en Chatsworth de su primera cena formal como adulta.

### Crisis en elsigloXX
A principios del siglo XX los duques de Devonshire sufrieron una tremenda crisis económica; al morir el octavo duque en 1908 afloraron deudas por medio millón de libras, cifra entonces enorme. El declive venía de muchos años atrás, ya que la actividad agrícola (fuente principal de ingresos) atravesaba una depresión desde la década de 1870, y además el sexto duque había acumulado deudas por sus gustos extravagantes. En 1912 la familia tuvo que vender valiosos libros e impresos (incluyendo varios de Shakespeare) a la Huntington Library de California, después en los años de la I Guerra Mundial se desprendió de terrenos en Somerset, Sussex y Derbyshire, y finalmente en 1920 vendió a unos promotores su residencia londinense, Devonshire House, que ocupaba 12.000 metros cuadrados en la zona de Piccadilly; fue demolida, si bien gran parte de su contenido se trajo a Chatsworth.
También en 1920 los duques tuvieron que derribar el gigantesco invernadero que tenían en el jardín porque no podían costear su mantenimiento: requería el trabajo de diez operarios y las plantas se habían helado por falta de carbón para el sistema de calefacción, que consumía anualmente 300 toneladas. Hasta su desaparición, este invernadero fue considerado el más grande del mundo y acudían a verlo curiosos de varios países. Albergaba una recreación de selva tropical con árboles de gran porte y con un estanque de nenúfares gigantes, y también se plantaron aquí algunos ejemplares de plátano, bautizados como Cavendish en honor de los duques; denominación vigente aún hoy.
A pesar de las estrecheces económicas, los Cavendish mantuvieron una vida de comodidades al modo señorial: el personal doméstico ascendía a 38 empleados, y se ofrecían banquetes a decenas de invitados con exquisiteces importadas, como sopa de tortuga. En aquella época, cada tortuga traída del Caribe costaba más dinero que el salario anual de una sirvienta.

### Segunda Guerra Mundial
La Segunda Guerra Mundial trastornó el funcionamiento de casi todas las grandes mansiones inglesas, de las que algunas, por orden gubernativa, fueron usadas como acuartelamiento para las tropas y resultaron muy dañadas. Por suerte el décimo duque eludió que tal medida se aplicase en Chatsworth: ofreció la mansión para albergar a las alumnas de un colegio femenino de Gales, Penrhos College. El contenido más valioso de la casa se empaquetó y desalojó en once días, y las niñas se instalaron en los salones. Algunos de ellos se habilitaron como dormitorios colectivos, y la mala ventilación causó moho detrás de los cuadros. Chatsworth tuvo este peculiar uso durante seis años, y no sería reocupada por los Cavendish hasta la década de los 50.

### Matrimonios con familias de Estados Unidos
Durante la primera mitad del siglo XX los duques mantuvieron una intensa vida social y mundana, trabando amistad con celebridades de Estados Unidos, tanto personalidades de la política como figuras del espectáculo. Conocieron a un joven Fred Astaire y a su hermana Adele cuando actuaban como bailarines en Londres. Ella se casó con un hijo de los duques en 1932 y dejó de actuar; pero en poco tiempo enviudó y regresó a su país.
En 1944, los duques emparentaron con la familia Kennedy: Kathleen, hermana del futuro presidente de Estados Unidos, se casó con el primogénito del décimo duque. Pero por desgracia el matrimonio falleció en pocos años: él en acto de combate en Bélgica, y ella en un accidente aéreo en 1948. Sus cuerpos fueron sepultados en Chatsworth, y en 1963 el ya presidente J. F. Kennedy acudió de incógnito a visitar la tumba de su hermana.

### Crisis heredada
Los duques de Devonshire vivirían otro revés más prolongado a partir de 1950. El décimo duque murió inesperadamente sin cerrar la transmisión de sus bienes, que por ello quedaron sujetos al pago de un 80% por impuestos de herencia. El volumen de dinero a pagar ascendía a 7 millones de libras (equivalentes a unos 172 millones actuales). Algunos asesores consideraron que la situación no tenía solución y que Chatsworth House debía donarse al Estado a modo de museo, pero el nuevo duque lo evitó: vendió amplias parcelas de terreno, cedió otra mansión (Hardwick Hall) al Tesoro británico (que la dejó en manos del National Trust) y también se desprendió de algunas importantes obras de arte. La liquidación de la deuda se prolongó siete años, durante los cuales la suma creció aún más por los intereses.

### Nueva gestión: turismo
En 1981 los duques crearon un charitable trust (organismo similar a una fundación sin ánimo de lucro) que asegurase la pervivencia de la casa y su entorno. Este trust, mediante un acuerdo a 99 años, controla la gestión del conjunto pagando a los Cavendish un alquiler anual de un millón de libras, si bien la familia reintegra una cifra al trust por residir en una parte de la casa. La propiedad está abierta al turismo con un enfoque moderno: organiza múltiples actividades (ferias, conciertos, funciones de teatro), cuenta con varios restaurantes y cafeterías en edificios anexos, alberga banquetes nupciales y demás celebraciones privadas, y comercializa una amplia gama de productos como libros, souvenirs, objetos decorativos y comestibles de la región. Gracias a la exención de impuestos que favorece al trust, todos los beneficios obtenidos revierten en la conservación del conjunto.
En 2010 se culminó un plan de rehabilitación de cinco años que costó 14 millones de libras, y el mantenimiento ordinario absorbe cuatro millones anuales, por lo cual la familia se ha visto obligada a vender algunas obras de arte y antigüedades para reunir dinero. En 2010 el duque subastó bienes de relevancia menor (entre ellos, un coche Humber de 1915) recaudando casi 6,5 millones de libras. Pero entre las piezas vendidas en las últimas décadas se cuentan también valiosísimos dibujos. Dado que son sensibles a la luz y permanecen archivados, los duques entienden que su venta no altera la integridad decorativa de la mansión. Entre las piezas más preciadas que han abandonado la colección, se cuenta el célebre Liber veritatis de Claudio de Lorena (adquirido por el Museo Británico en 1957) y un boceto de Rafael, Cabeza de apóstol, subastado en diciembre de 2012 y que marcó un récord mundial (36 millones de euros). También se vendió en 2010 (tras un debate en la prensa) un bajorrelieve en bronce de Pierino da Vinci, sobrino de Leonardo; no se pudo reunir dinero para retenerlo en el país, y el gobierno tuvo que autorizar su exportación y venta al Museo Liechtenstein de Viena.

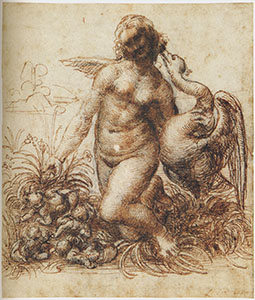
Leda y el cisne, dibujo de Leonardo da Vinci.

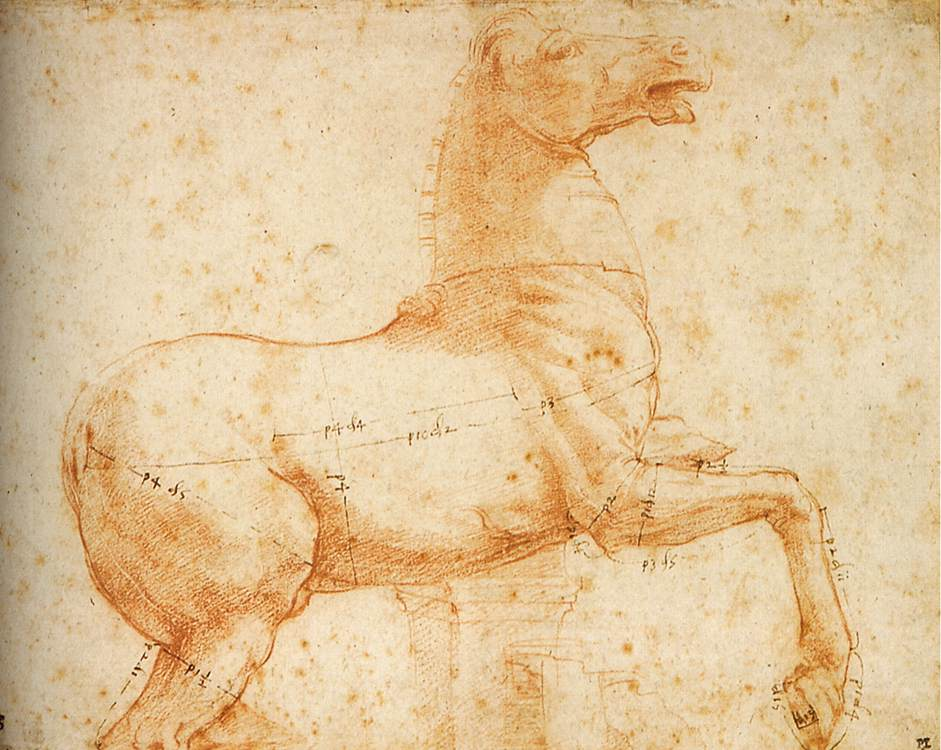
Estudio para una estatua ecuestre, dibujo de Rafael.

## Colecciones
La escala, suntuosidad y riqueza artística de Chatsworth House son asombrosas, a pesar de los reveses económicos sufridos en el último siglo. La mansión cuenta con 126 estancias, de las que apenas una treintena es accesible al público. Las salas de estado (protocolarias) están pensadas en clave de pompa cortesana más que para el uso cotidiano; se suceden en enfilade y están decoradas de manera ostentosa: murales y techos pintados con temas antiguos por artistas como Louis Laguerre y Antonio Verrio, alfombras y tapices, platería, porcelanas y cerámicas de importación... Algunos de los restantes espacios están habilitados como una vivienda más moderna y recogida que emplean los actuales duques, que residen allí sin ser molestados por los turistas.
Entre las pinturas más valiosas, hay que citar varias muy importantes de los siglos XVI y XVII: El rey Ozías afectado por la lepra (h. 1639) y Retrato de anciano (1651) de Rembrandt, una Adoración de los Magos atribuida a Paolo Veronese, Caballero y dama con su hija de Paris Bordone, Cristo y la Verónica de Ludovico Carracci, Los pastores de Arcadia de Poussin, un Retrato de Enrique VIII de Hans Eworth (copiado de un original perdido de Holbein), El sueño de Jacob de Salvatore Rosa, Susana y los viejos de Sebastiano Ricci, Retrato de la niña Margaret de Vos, pintado hacia 1623 por su padre Cornelis de Vos, Paisaje con Mercurio y Herse de Paul Brill, El coronel Charles Cavendish de Van Dyck, el Retrato masculino (¿Isaac Massa?) de Frans Hals, una Vista de Chatsworth por Jan Siberechts y una Sagrada Familia de Murillo.
Varias fuentes[¿cuál?] localizan en esta mansión un Retrato de dama joven que se atribuía a Diego Velázquez por su similitud con La dama del abanico de la Colección Wallace de Londres. Actualmente es considerado posible obra del yerno del maestro, Juan Bautista Martínez del Mazo. En 2024, la mansión ha recuperado una pintura muy singular que le había sido robada en 1979: Retrato de Rubens y Van Dyck, obra de Erasmus Quellinus II  que en su época fue difundida en un grabado de Paulus Pontius .

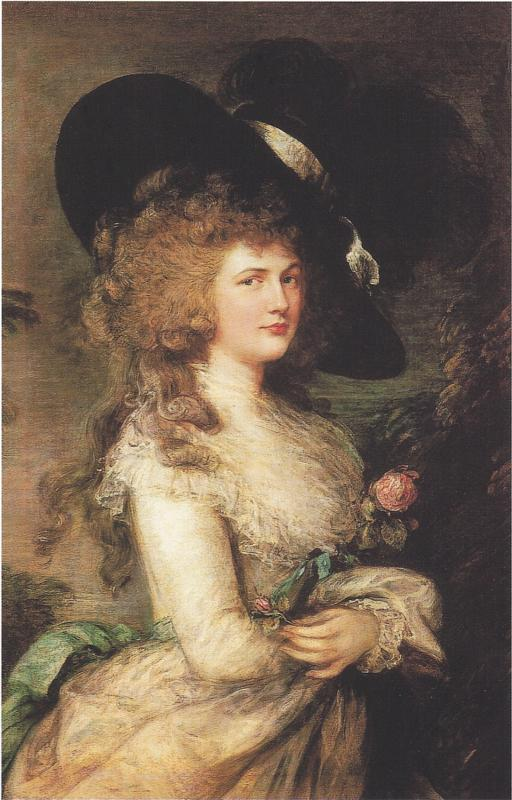
Retrato de Georgiana Cavendish, duquesa de Devonshire, óleo de Gainsborough que se conserva en la mansión desde su reciente compra por el 11.º duque.

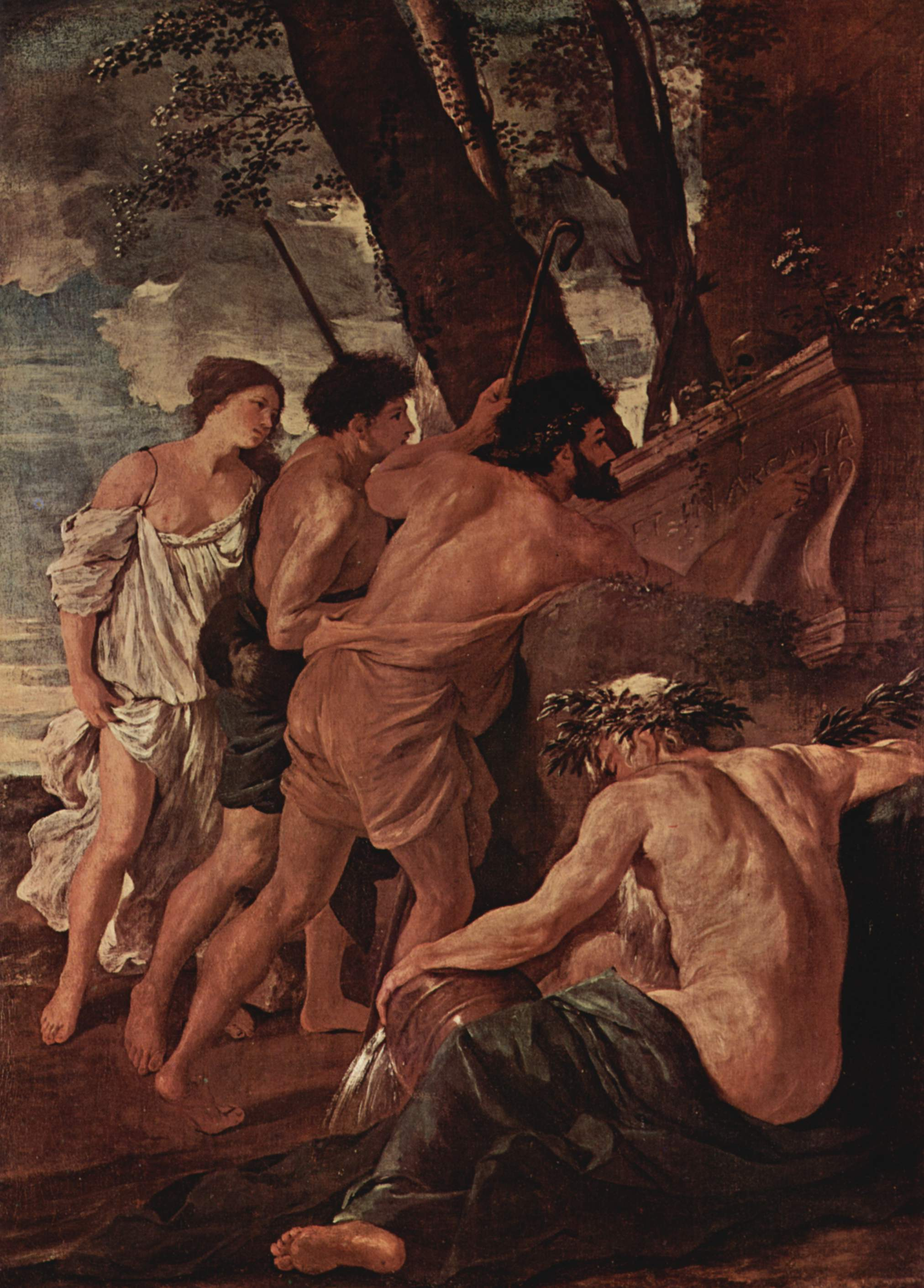
Los pastores de Arcadia, cuadro de Nicolas Poussin.

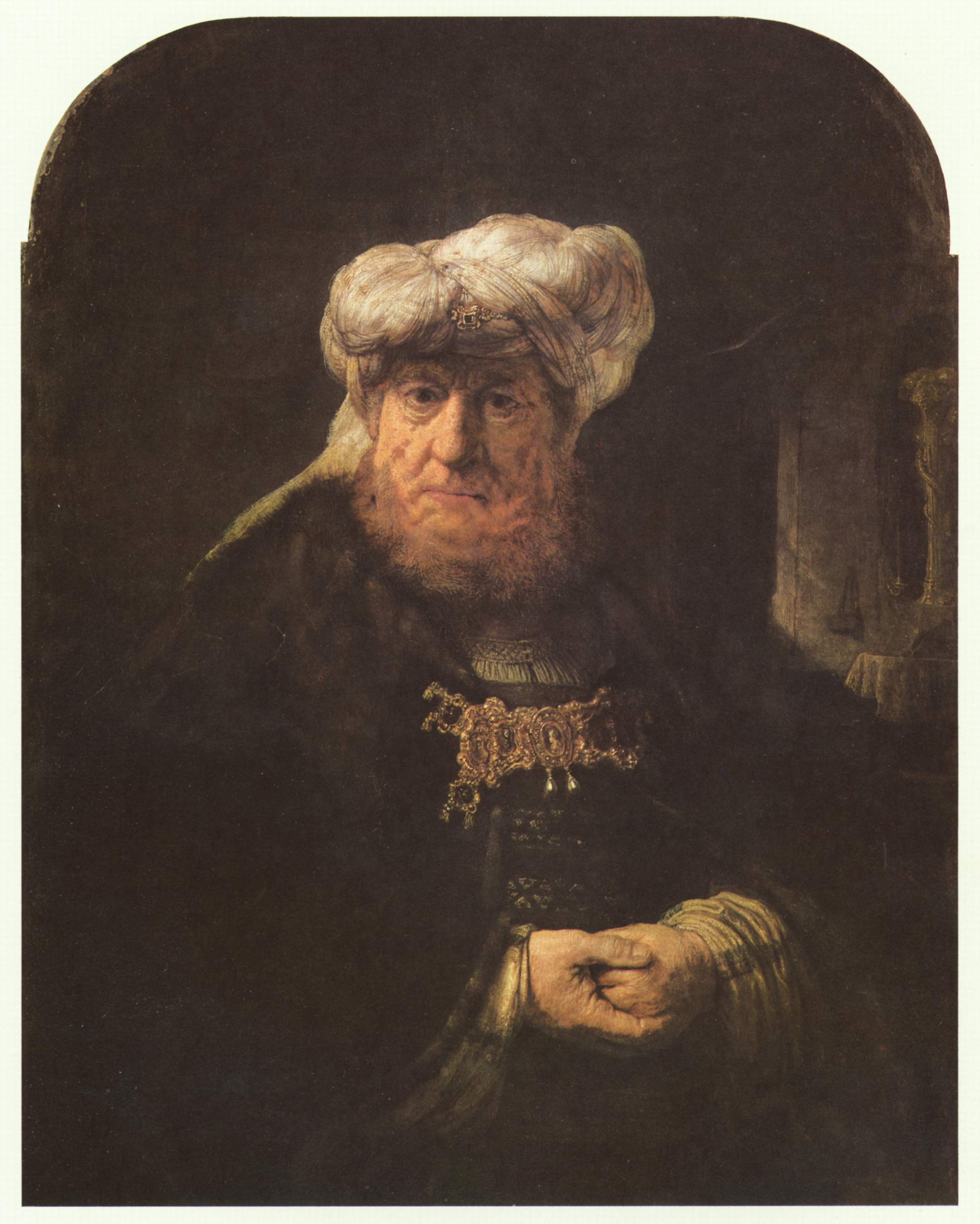
El rey Ozías afectado por la lepra, cuadro de Rembrandt

Del siglo XVIII en adelante, destacan: dos vistas venecianas de Canaletto, un retrato de grupo de Los hijos del cuarto duque de Devonshire pintado por Johann Zoffany, La duquesa de Devonshire y su hija Georgiana de Joshua Reynolds, el famoso Retrato de la duquesa Georgiana Cavendish con gran sombrero de Thomas Gainsborough, el simpático Juicio de perros de Edwin Landseer, Retrato de las tres hermanas Acheson de Sargent, Bodegón con melocotones de Renoir, y una curiosa pintura ecuestre de Lucian Freud. El 11º duque de Devonshire fue un temprano admirador de Freud, y ya en los años 50 empezó a comprarle obras. A lo largo de dos décadas Freud retrató a seis miembros de la familia Cavendish.
En fecha reciente[¿cuándo?] la familia ha sumado ejemplos de arte contemporáneo (de autores como Paula Rego) y suele ceder los jardines a la firma Sotheby's para la exhibición anual Beyond Limits: grandes esculturas de artistas como Henry Moore, Fernando Botero y Manolo Valdés que luego son subastadas.
Pero a pesar de todas las obras ya mencionadas, el mayor atractivo de la mansión radica en sus fondos de dibujo antiguo: unos 3.000 ejemplos, que conforman el conjunto más valioso en manos privadas en todo el mundo. Suma trabajos de Leonardo da Vinci (Leda y el cisne), Durero (La Virgen con el Niño y san Juanito), Hans Burgkmair, Pieter Brueghel el Viejo (Vista de la Ripa Grande, único paisaje que se conoce de su estancia en Roma), Perino del Vaga, Andrea del Sarto, Parmigianino (Vieja hilando), Giuseppe Salviati, Domenico Beccafumi, Vittore Carpaccio, Domenico Campagnola, Tiziano (Paisaje con caballo y serpiente), Pordenone, Moretto da Brescia, Paolo Veronese, Giorgio Vasari, Luca Cambiaso, Taddeo Zuccaro, Federico Barocci, Annibale Carracci (Retrato de niño jorobado), Domenichino, Guido Reni, Guercino (Paisaje con leñadores), Pietro Testa, Pier Francesco Mola, Carlo Maratti, Francesco Solimena, Jan Gossaert (Adán y Eva), Rembrandt (Actor en su camerino), Claudio de Lorena (Paisaje con el sermón de la montaña), Rubens (Aldeana batiendo mantequilla), Van Dyck (Retrato del pintor Pieter Brueghel el Joven), Hendrick Goltzius, Iñigo Jones... Especialmente famoso es el conjunto de bocetos de Rafael, que con catorce piezas es el más amplio existente en Gran Bretaña junto con los pertenecientes a la Royal Collection y el Ashmolean Museum de Oxford. A este fabuloso fondo de dibujos hay que sumar importantes grabados, como dos de Andrea Mantegna (Combate de dioses marinos y Bacanal con Sileno) que se cuentan entre las mejores estampas del autor en todo el mundo. Debido a su fragilidad las obras sobre papel se mantienen almacenadas, y los duques han adaptado una estancia de la casa (llamada Gabinete de China) como sala de muestras temporales, donde exhibirán grupos de ellas en cortos periodos de tiempo.
Por desgracia, necesidades económicas han mermado a lo largo de un siglo el repertorio de dibujos. La venta más reciente fue el 5 de diciembre de 2012: los Cavendish subastaron en la sala londinense Sotheby’s uno de sus quince ejemplos de Rafael, Cabeza de apóstol, cartón preparatorio para el famoso cuadro La Transfiguración (Museos Vaticanos). Este dibujo había sido incluido (con otros dos de la misma colección) en la exposición El último Rafael celebrada en el Prado de Madrid. Se adjudicó en la subasta por 29,7 millones de libras, marcando el récord del dibujo más caro de la historia.
La colección de esculturas arranca con piezas egipcias, e incluye dos destacables obras de Canova: un busto colosal de Napoleón Bonaparte, y un sensual Endimión dormido. También entraña importancia el grupo Ganimedes y el águila de Adamo Tadolini. En un notorio contraste, se exhibía también en Chatsworth la polémica estatua San Bartolomé, el dolor exquisito de Damien Hirst, si bien como préstamo temporal.
Los archivos incluyen un manuscrito de la reina Isabel I, múltiples documentos de la saga Cavendish, y una carta del presidente Kennedy. La biblioteca cuenta con tesoros como un libro de horas de Enrique VII y Los cuatro libros de Arquitectura de Palladio.
También se pueden citar: orfebrería a partir de la época barroca, como un juego de tocador de plata sobredorada que perteneció a la reina Mary II; tres tapices tejidos en el siglo XVII copiando los famosos Hechos de los Apóstoles de Rafael y otros flamencos del XVIII al estilo de Teniers. Junto a ejemplos de cerámica de Delft destacan los artículos importados de Oriente, como porcelana china y muebles lacados, que por su altísimo coste y rareza eran un signo de distinción. A pesar de los reveses económicos, la familia conserva también piezas de joyería como dos diademas con diamantes y otras piedras preciosas.

## Jardines y otras construcciones

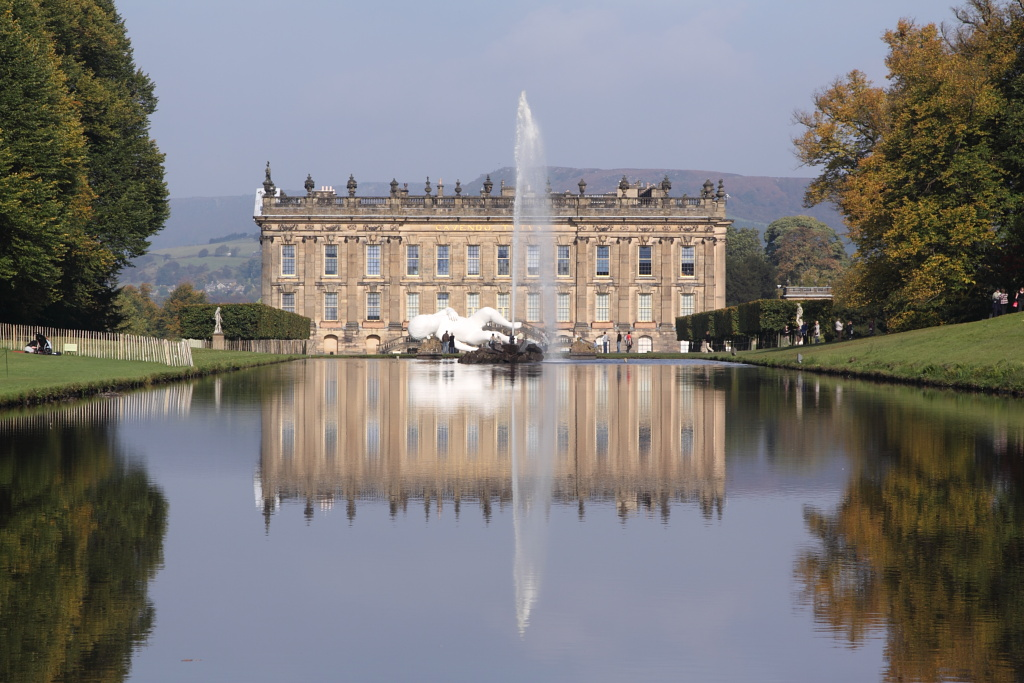
Vista de Chatsworth House; en primer término, un estanque de los jardines con el surtidor dedicado al zar Nicolás I de Rusia. La gran escultura blanca es la obra “Planet” de Marc Quinn.

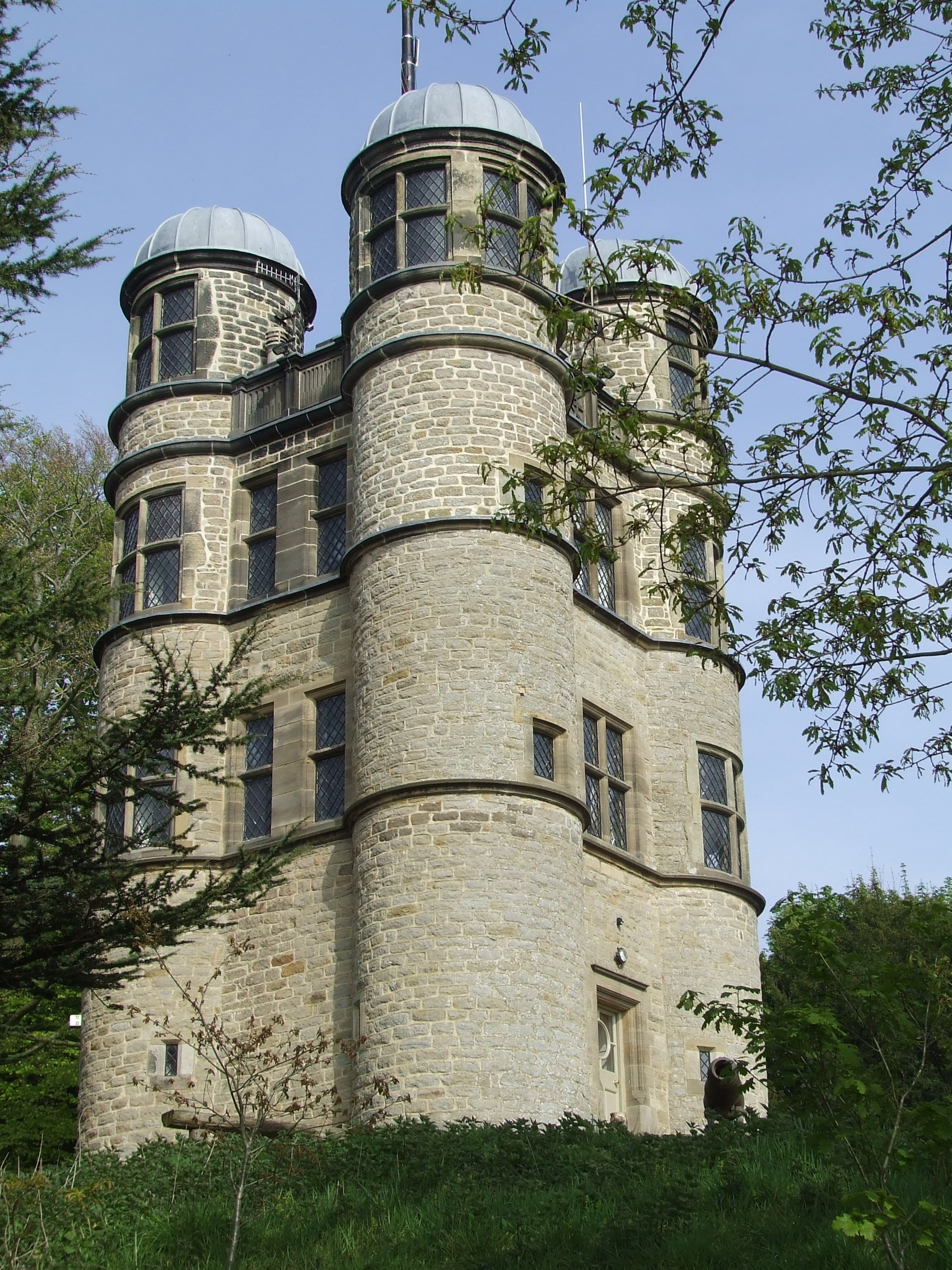
La llamada “Hunting Tower” (torre de cacerías) vecina a la mansión; se erigió en la época isabelina.

Los jardines de Chatsworth son también de gran relevancia; ocupan una extensión de 105 acres (4,24 hectáreas) dentro de una colosal propiedad de bosques y prados que suma mil acres. Requieren el trabajo diario de veinte operarios y atraen a 300.000 visitantes cada año. Están rodeados por un muro de 2,8 kilómetros de longitud. Entre las zonas ajardinadas a lo largo de varios siglos, destaca un jardín de época isabelina, otro de finales del XVII con juegos de agua y con un templo clásico dedicado a la diosa Flora, y otro jardín diseñado en el XVIII por el célebre Lancelot Brown.
El conjunto, además de la mansión principal, cuenta con dos edificios exentos de época isabelina (uno de ellos, una torre de cacerías), establos y un puente sobre el río levantados en el siglo XVIII, e invernaderos de vidrio del siglo XIX. Singular es una fuente de agua cuyo surtidor alcanza 90 metros de altura; se construyó en honor del zar Nicolás I de Rusia, que iba a visitar Chatsworth en 1844 pero no llegó a hacerlo. Posteriormente se sumaron unas turbinas a esta instalación para obtener electricidad de la energía hidráulica, y en 1988 se modernizaron, de modo que la fuerza del agua produce actualmente casi un tercio de la luz necesaria en la mansión.

## Un escenariode cine
Chatsworth ha sido empleado como locación de diversas películas de época, como Orgullo y prejuicio (2005) y La duquesa (2008), ambas protagonizadas por Keira Knightley. La segunda de estas películas se centra precisamente en Georgiana Cavendish, una antepasada de los actuales propietarios de la mansión. Otro filme de renombre rodado parcialmente aquí fue El hombre lobo (2010), con Benicio del Toro y Anthony Hopkins.